# إن إيه-18 (صوابي-l)
إن إيه-18 هي دائرة انتخابية للمجلس الوطني في باكستان. وهي تقع في مقاطعة صوابي. كانت تعرف سابقا باسم إم إيه-12 (صوابي-l) من 1977 إلى 2018. وفي عام 2002 تم تغيير اسمها إلى إن إيه-18 بعد ترسيم الحدود في عام 2018.

## وصلات خارجية
- نتيجة الانتخابات الموقع الرسمي